# Khmelnytskyi (tỉnh)

Vị trí tỉnh Khmelnytskyi trong Ukraine.

Tỉnh Khmelnytskyi (tiếng Ukraina: Хмельницька область) là một tỉnh của Ukraina. 
Tỉnh lỵ đóng ở thành phố Khmelnytskyi. Tỉnh có diện tích 20.645 km2, dân số 1.228.829 người (ước tính 2022).